# Абиул
Абиул (порт. Abiul) — район (фрегезия) в Португалии, входит в округ Лейрия. Является составной частью муниципалитета Помбал. По старому административному делению входил в провинцию Бейра-Литорал. Входит в экономико-статистический субрегион Пиньял-Литорал, который входит в Центральный регион. Население составляет 3090 человек на 2001 год. Занимает площадь 53,16 км².
Покровителем района считается Дева Мария (порт. Nossa Senhora das Neves).